# سمیر محرم‌لی
سمیر محرم‌لی (ترکی آذربایجانی: Samir Məhərrəmli؛ زادهٔ ۱۷ ژوئیهٔ ۲۰۰۲) بازیکن فوتبال است.
وی همچنین در تیم ملی فوتبال زیر ۲۱ سال جمهوری آذربایجان بازی کرده‌است.